# Zuzana Moravčíková
Zuzana Moravčíková (née le 30 décembre 1956 à Nitra) est une athlète Tchécoslovaque puis slovaque spécialiste du 800 mètres. 

## Carrière

### Palmarès
| Date | Compétition                    | Lieu     | Résultat | Performance   |
| ---- | ------------------------------ | -------- | -------- | ------------- |
| 1983 | Championnats d'Europe en salle | Budapest | 2e       | 2 min 01 s 66 |
| 1983 | Championnats du monde          | Helsinki | 3e       | 3 min 20 s 32 |

### Records
| Épreuve         | Performance   | Lieu     | Date            |
| --------------- | ------------- | -------- | --------------- |
| 800 mètres      | 1 min 59 s 96 | Helsinki | 8 août 1983     |
| Saut en hauteur | 1,70 m        | Tampere  | 27 juillet 2003 |